# آرماندو برانچا
آرماندو برانچا (ایتالیایی: Armando Brancia؛ ‏ ۹ سپتامبر ۱۹۱۷ – ۲۰ ژوئن ۱۹۹۷) بازیگر اهل ایتالیا بود.
از فیلم‌هایی که وی در آن نقش داشته‌است، می‌توان به میل یک زن، آمارکورد، ترزای دزد، پلیس زن، کروسان با خامه و گربه اشاره کرد.